# Mersch (cantão)
Mersch é um cantão de Luxemburgo e está dividido em 11 comunas.
- Bissen
- Boevange-sur-Attert
- Colmar-Berg
- Fischbach
- Heffingen
- Larochette
- Lintgen
- Lorentzweiler
- Mersch
- Nommern
- Tuntange